# 中町インターチェンジ
中町インターチェンジ（なかまちインターチェンジ）は、奈良県奈良市にある第二阪奈道路のインターチェンジである。大阪方面（上り線）の出入口のみを有する、ハーフICである。

## 概要
奈良市の富雄、学園前方面の最寄りのランプである。また、大和郡山市にも近い。付近に、平城遷都1300年祭のパークアンドライド駐車場のために確保した4 haの県有地があり、そこに道の駅クロスウェイなかまちが2024年（令和6年）11月30日に開業した。なお、2011年（平成23年）11月5日・6日に1日道の駅を開催した経緯がある。

## 道路
- E92 第二阪奈道路

## 接続道路

### 間接接続
- 奈良県道7号枚方大和郡山線
- 国道308号

## 周辺
- 道の駅クロスウェイなかまち
- イオンタウン富雄南
- スーパーセンターオークワ 富雄中町店
- 霊山寺
- 近畿大学農学部
- 大和文華館
- 富雄駅・学園前駅（近鉄奈良線）
- 松伯美術館
- 大和民俗公園
- 矢田寺
- 大和郡山市街

## 隣
E92 第二阪奈道路
(3)小瀬IC - (4)中町IC - (5)宝来IC